# Agustina Palma
Camila Agustina Palma Espejo (São Miguel de Tucumã, 11 de agosto de 1995), mais conhecida apenas como Agustina Palma, é uma atriz, cantora e dançarina argentina, mais conhecida por interpretar Martina Markinson em O11CE e uma das protagonistas da série do Disney Channel América Latina, Bia.

## Carreira
Filha de Mauricio Palma e Constanza Espejo, Agustina nasceu em Tucumã, onde começou a estudar canto, dança e atuação. Em 2003, participou de um teste de Cris Morena para Rincón de Luz, que foi seu primeiro casting para a televisão, assim como seu primeiro trabalho, mas apenas como uma participação. Entre 2004 e 2005, fez a telenovela Floricienta, onde viveu Bárbara. Em 2009 trabalhou em Consentidos, como Julieta, e em 2017 até 2018, viveu Martina Markinson, na série do Disney XD, O11CE. Em março de 2018 começou a gravar a minissérie Secreto Bien Guardado, com Oriana Sabatini. Em maio, participou e colaborou com o clipe "Solo tú", de Matías Ferreira.  Em agosto do mesmo ano Agustina foi um dos nomes anunciados para participar da série do Disney Channel América Latina, Bia. 

## Vida Pessoal
Agustina namorou o ator e cantor mexicano Sebastián Athié, com quem contracena na série O11CE.

## Filmografia

### Televisão
| Ano         | Trabalho                           | Personagem           | Ref.              | Notas                                     |
| ----------- | ---------------------------------- | -------------------- | ----------------- | ----------------------------------------- |
| 2003        | Rincón de Luz                      | Companheira de Laura |                   | Participação                              |
| 2004 - 2005 | Floricienta                        | Bárbara              |                   | Participação                              |
| 2009 - 2010 | Consentidos                        | Julieta              | [ 2 ]             |                                           |
| 2017 - 2018 | O11CE                              | Martina Markinson    | [ 3 ]             |                                           |
| 2018        | Secreto Bien Guardado              | Irene Kiev           |                   | Minissérie baseada no livro de mesmo nome |
| 2019-2020   | Bia                                | Celeste Quintero     | [ 4 ] [ 5 ] [ 6 ] | Co-Protagonista Principal                 |
| 2021        | Bia: Um Mundo do Avesso            | Celeste Quintero     |                   | Co-Protagonista                           |
| 2021        | Bia: Um Mundo do Avesso: Making Of | Ela mesma            |                   | Documentário                              |

## Discografia

### Trilhas Sonoras
| Ano  | Música | Álbum             |
| ---- | --- | ----------------- |
| 2018 | "Atrápame Si Puedes" (com Paulina Vetrano, Luan Brum e Sebastián Athié) | —                 |
| 2019 | "Tengo Una Canción" (com Giulia Guerrini e Isabela Souza) | Así Yo Soy        |
| 2019 | "La Vida Te Devuelve" (com elenco de Bia) | Así Yo Soy        |
| 2019 | "Si Tú Estás Conmigo" (com elenco de Bia) | Así Yo Soy        |
| 2019 | "Hasta El Final" (com Isabela Souza e Giulia Guerrini) | Si Vuelvo A Nacer |
| 2020 | "Grita" (com Isabela Souza, Julio Peña, Guido Messina, Andrea de Alba, Giulia Guerrini, Agustina Palma, Julia Argüelles, Jandino, Micaela Diaz, Alan Madanes, Daniela Trujillo, Rhener Freitas, Gabriela Di Grecco, Fernando Dente, Rodrigo Rumi, Esteban Velásquez & Valentina González)                         | Grita             |
| 2020 | "Aquí Me Encontrarás" (com Isabela Souza, Julio Peña, Guido Messina, Andrea de Alba, Giulia Guerrini, Agustina Palma, Julia Argüelles, Jandino, Micaela Diaz, Alan Madanes, Daniela Trujillo, Rhener Freitas, Gabriela Di Grecco, Fernando Dente, Rodrigo Rumi, Esteban Velásquez & Valentina González)           | Grita             |
| 2020 | "Voy" (com Isabela Souza, Gabriella di Grecco, Andrea de Alba, Agustina Palma, Giulia Guerrini, Julia Argüelles, Micaela Díaz, Daniela Trujillo e Valentina González) | Grita             |
| 2020 | "Voy Por Lo Que Quiero'" (com Isabela Souza, Agustina Palma e Giulia Guerrini) | Grita             |
| 2021 | "Es un Juego" (com Isabela Souza, Julio Peña, Guido Messina, Andrea de Alba, Giulia Guerrini, Agustina Palma, Julia Argüelles, Jandino, Micaela Diaz, Alan Madanes, Daniela Trujillo, Rhener Freitas, Gabriela Di Grecco, Fernando Dente, Rodrigo Rumi, Esteban Velásquez, André Lamoglia & Valentina González)   | Un Mundo Al Revés |
| 2021 | "Quiero Bailar" (com Isabela Souza, Julio Peña, Guido Messina, Andrea de Alba, Giulia Guerrini, Agustina Palma, Julia Argüelles, Jandino, Micaela Diaz, Alan Madanes, Daniela Trujillo, Rhener Freitas, Gabriela Di Grecco, Fernando Dente, Rodrigo Rumi, Esteban Velásquez, André Lamoglia & Valentina González) | Un Mundo Al Revés |

### Colaborações
| Ano  | Música                          | Álbum |
| ---- | ------------------------------- | ----- |
| 2018 | "Solo tú" (com Matías Ferreira) | —     |

## Ligações Externas
- Agustina Palma. no IMDb.
- Agustina Palma no Instagram